# Saccobolus verrucisporus
Saccobolus verrucisporus är en svampart som beskrevs av Brumm. 1967. Saccobolus verrucisporus ingår i släktet Saccobolus och familjen Ascobolaceae.  Arten är reproducerande i Sverige. Inga underarter finns listade i Catalogue of Life.